# Masamichi Takesaki
Masamichi Takesaki (竹崎 正道; Sendai, 18 de julho de 1933) é um matemático japonês, que trabalha em teoria de álgebra de operadores.
Foi palestrante convidado do Congresso Internacional de Matemáticos em Nice (1970). É fellow da American Mathematical Society.

## Obras
- Tomita's theory of modular Hilbert algebras and its applications, lecture notes mathematics, Volume 128, Springer Verlag 1970
- Theory of operator algebras, 3 volumes, encyclopedia of mathematical sciences, Springer-Verlag, 2001–2003 (the first volume was published 1979 in 1. Edition)